# Karolina Nasavsko-Usingenská
Karolina Nasavsko-Usingenská (4. dubna 1762 – 17. srpna 1823) byla nejstarší dcerou nasavsko-usingenského knížete Karla Viléma a manželkou Fridricha Hesensko-Kasselského.

## Rodina
Karolina se narodila v Biebrichu, Nasavsko-Usingensku, jako druhé dítě a první dcera Karla Viléma Nasavsko-Usingenského a jeho manželky Karoliny Felicitas Leiningensko-Dagsburské.
Karolina byla přes matku potomkem leiningenských lordů, byla také sestřenicí dánského šlechtice, , oba byli přímými potomky významného dánského a šlesvického velmože a státníka, Frederika Ahlefeldta, 1. HRR Reichsgraf zu Rixingen, 1. lensgreve z Langelandu. Toto dánské spojení hrálo roli v Karolinině sňatku.

## Manželství a potomci
2. prosince 1786 se Karolina v Biebrichu provdala za Fridricha Hesensko-Kasselského, nejmladšího potomka Fridricha II. Hesensko-Kasselského a Marie Hannoverské, dcery britského krále Jiřího II. Princ Fridrich se narodil jako německý šlechtic a člen lankraběcího domu, od mládí však žil spolu se svými dvěma staršími bratry v Dánsku. Fridrichovi starší bratři se oženili s dcerami zesnulého krále Norska a Dánska. Karolina měla s Fridrichem osm dětí:
- 1. Vilém Hesensko-Kasselský (24. 12. 1787 Wiesbaden – 5. 9. 1867 Kodaň)
  - ⚭ 1810 princezna Luisa Šarlota Dánská (30. 10. 1789 Kodaň – 28. 3. 1864 tamtéž)
- 2. Karel Fridrich (9. 3. 1789 Maastricht – 10. 9. 1802 Offenbach am Main)
- 3. Fridrich Vilém (24. 4. 1790 Maastricht – 25. 10. 1876 Offenbach am Main), svobodný a bezdětný
- 4. Ludvík Karel (12. 11. 1791 Wiesbaden – 12. 5. 1800 Offenbach am Main)
- 5. Jiří Karel (14. 1. 1793 Maastricht – 4. 3. 1881 Frankfurt nad Mohanem), svobodný a bezdětný
- 6. Luisa Karolina Marie Frederika (9. 4. 1794 Maastricht – 16. 3. 1881 Frankfurt nad Mohanem)
  - ⚭ 1833 Georg von der Decken (23. 11. 1787 Oederquart – 20. 8. 1859 Offenbach am Main), generál
- 7. Marie (21. 1. 1796 Hanau – 30. 12. 1880 Neustrelitz)
  - ⚭ 1817 Jiří Meklenbursko-Střelický (12. 8. 1779 Hannover – 6. 9. 1860 Neustrelitz), velkovévoda meklenbursko-střelický od roku 1816 až do své smrti
- 8. Augusta (25. 7. 1797 Offenbach am Main – 6. 4. 1889 Londýn)
  - ⚭ 1818 Adolf z Cambridge (24. 2. 1774 Londýn – 8. 7. 1850 Piccadilly), vévoda z Cambridge, místokrál Hannoveru v letech 1816 až 1837

## Tituly a oslovení
- 4. dubna 1762 – 2. prosince 1786: Její Jasnost princezna Karolina Nasavsko-Usingenská
- 2. prosince 1786 – 17. srpna 1823: Její Jasnost lantkraběnka